# Luis Carlos Arias
Luis Carlos Arias Cardona (La Unión, 13 gennaio 1985) è un ex calciatore colombiano, di ruolo attaccante.